# Чумаченко Анна
А́нна Борисівна Чумаче́нко (Anna Chumachenco, Ana Chumachenco de Lysy; нар. 1945, Падуя, Італія) — українсько-німецька скрипалька та музична педагогиня.

## Біографія
Батьки — українські емігранти. Навчатися гри на скрипці почала з 4 років під керівництвом батька Бориса Чумаченка (1905), який свого часу був учнем Леопольда Ауера. Продовжила навчання в Буенос-Айресі в класі Льєрко Шпіллера.
Початкова скрипкова кар'єра Анни Чумаченко в Аргентині розвивалася стрімко, в 17 років вона повернулася до Європи, щоб продовжити освіту. Через рік здобула золоту медаль на Конкурсі ім. Карла Флеша (1963), а потім срібну медаль на Конкурсі імені Королеви Єлизавети. У цей час продовжувала навчання у Йожефа Сігеті, Шандора Вега та Ієгуді Менухіна.
1972 року Чумаченко разом з чоловіком скрипалем Оскаром Лисим (нім. Oscar Lysy) заснувала Мюнхенське струнне тріо імені Льєрко Шпіллера, в якому Чумаченко досі грає сольну партію. До тріо, окрім Анни Чумаченко, входили її чоловік Оскар Лисий як альтист, Вальтер Нотас як віолончеліст, згодом його замінив віолончеліст Вальфганг Мельгорн. З цим ансамблем, а також багатьма іншими оркестрами, Чумаченко як солістка концертувала в багатьох містах світу. Свого часу вона була також художньою керівницею бернського оркестру «Камерата» (Camerata).
Останнім часом професорує у Мюнхенській вищій школі музики та Цюрихській вищій школі мистецтв. Протягом 10 років (1978—1988) була гостьовою професоркою в Академії Менухіна в Гштааді.
Чимало учнів Анни Чумаченко стали блискучими виконавцями світового рівня, лауреатами найпрестижніших міжнародних скрипкових конкурсів. Ана Чумаченко є постійною членкинею журі багатьох міжнародних конкурсів, серед яких Конкурс Королеви Єлизавети в Брюсселі, Конкурс скрипалів імені Сібеліуса в Гельсінкі, Конкурс ARD в Німеччині та інші. Член Nippon Music Foundation's Instrument Loan Committee.
Анна Чумаченко має брата-скрипаля Миколу Чумаченка (*1944), її небіж Ерік Чумаченко (*1964) є піаністом.

## Відомі учениці та учні
- Елізабет Батіашвілі
- Алехандро Бустаманте (Alejandro Bustamante)[5]
- Суєн Кім
- Лінус Рот[6]
- Юлія Фішер
- Вільде Франг
- Е-Юн Чой (Ye-Eun Choi)[7]
- Вероніка Еберле (Veronika Eberle)[8]
- Арабелла Штайнбахер (Arabella Steinbacher)
- Юка Цубой (Yuka Tsuboi)
- Ліза Батіашвілі